# The Land Is Inhospitable and So Are We
The Land Is Inhospitable and So Are We — седьмой студийный альбом американской певицы Митски, выход которого состоялся 15 сентября 2023 года на лейбле Dead Oceans. Продюсером выступил Патрик Хайланд. Выход альбома был анонсирован лид-синглом «Bug Like an Angel», который вышел 26 июля 2023 года

## История и запись альбома
Митски назвала его «самым американским альбомом» и сказала, что «тема любви» является центральной в его текстах. На альбом повлияла музыка, написанная к спагетти-вестернам, а также произведения Артура Рассела, Игоря Стравинского, Скотта Уокера, Каэтано Велозо и Фарона Янга .
Митски записала альбом вместе с продюсером Патриком Хайландом в Bomb Shelter в Нэшвилле и в Sunset Sound, Лос-Анджелес . В записи также участвовал хор из 17 человек в аранжировке Митски, а также оркестр под управлением Дрю Эриксона на нескольких треках.

## Продвижение альбома
Митски раскрыла название альбома и дату выпуска лид-сингла «Bug Like an Angel» в своей новостной рассылке, 23 июля 2023 года. Сингл был выпущен 26 июля вместе с видеоклипом, снятым Ноэлем Полом.

## Список песен
| №                   | Название                | Длительность |
| ------------------- | ----------------------- | ------------ |
| 1.                  | «Bug Like an Angel»     | 3:32         |
| 2.                  | «Buffalo Replaced»      | 2:40         |
| 3.                  | «Heaven»                | 3:44         |
| 4.                  | «I Don't Like My Mind»  | 2:25         |
| 5.                  | «The Deal»              | 3:52         |
| 6.                  | «When Memories Snow»    | 1:44         |
| 7.                  | «My Love Mine All Mine» | 2:18         |
| 8.                  | «The Frost»             | 2:48         |
| 9.                  | «Star»                  | 2:59         |
| 10.                 | «I'm Your Man»          | 3:30         |
| 11.                 | «I Love Me After You»   | 2:49         |
| Общая длительность: | Общая длительность:     | 32:21        |